# Vsèvolod de Kíev
Vsèvolod I de Kíev (ucraïnès: Всеволод Ярославич - Vsèvolod Iaroslàvitx) fou un gran príncep de la Rus de Kíev, fill del gran príncep Iaroslau I de Kíev anomenat el «Savi». Regnà de 1078 a 1093.
A la mort del seu pare Iaroslav el Savi, es convertí en príncep de Pereiàslav de 1054 a 1073 amb les ciutats de Rostov del Don i Súzdal. És durant aquest període en 1055 que es troba la primera menció dels polovtses poble nòmada turc i pagà de l'estepa que vingueren amb llur cap Boluix i se'n van tornar per on havien vingut després d'haver acordat la pau amb Vsèvolod.
Tanmateix el 2 de febrer 1061, sota el comandament d'un altre cap anomenat Sokal, els polovtses van vèncer Vsèvolod
El 1073 es revolta amb el seu germà Sviatoslav II contra el seu altre germà el Gran príncep Iziaslav I de Kíev. Sviatoslav II amb la seva ajuda es converteix en príncep de Kíev i li cedeix la seva herència de Txerníhiv, indret del qual esdevindrà príncep de 1073 a 1078.
Després de la mort de Sviatoslav II, es reconcilia amb Iziaslav I i l'ajuda a retornar al seu tron. A la mort del seu germà esdevé fins i tot Gran príncep de Kíev. Mor el 13 d'abril de 1093 i és inhumat a la Catedral de Santa Sofia de Kíev.
S'havia casat en 1046 amb Anna, anomenada també Zoé o Irene, filla de l'emperador Constantí IX Morta el 1067, amb qui va tenir un fill, Vladímir II Monòmac.